# Петрушин, Владимир Александрович
Владимир Александрович Петрушин — российский военнослужащий, подполковник, командир авиационной эскадрильи 117-го отдельного военно-транспортного авиационного полка 61-й воздушной армии, Герой Российской Федерации (2022, посмертно).

## Биография
Родился 1 апреля 1986 года в Хабаровском крае.
Учился в средней школе № 38 города Орск. После окончания школы поступил в Краснодарское высшее военное авиационное училище лётчиков (военного института) имени Героя Советского А.К. Серова.
Обучался на 4-м факультете военно-транспортной и дальней авиации Балашовском авиационном центре. (Саратовская область).
После окончания училища, с 2008 по 2022 год служил в военно-транспортной авиации.
В 2022 году на должности командира авиационной эскадрильи 117-го отдельного военно-транспортного авиационного полка (пункт дислокации – город Оренбург).
Участвовал в военной операции России в Сирии, руководил полётами по тушению лесных пожаров на Дальнем Востоке, принимал участие в операции ОДКБ в Казахстане в 2022 году.
23-24 июня 2022 года военно-транспортный самолёт Ил-76МД под руководством подполковника В. А. Петрушина выполнял учебно-тренировочный полёт по маршруту Оренбург — Рязань — Белгород.
После взлёта из авиабазы Дягилево в одном из четырёх турбореактивных двигателей самолёта возник пожар. Командир экипажа принял решение отвести самолёт от жилых кварталов Рязани и совершить вынужденную посадку на грунт. Через несколько минут самолёт совершил жёсткую посадку в 5 километрах от авиабазы. При посадке самолёт частично разрушился, трое человек, включая командира, погибли сразу, двое скончались в больнице, остальные, получив ранения, выжили. Разрушений и жертв среди населения не произошло.
Похоронен 26 июня 2022 года на кладбище посёлка Пригородный Оренбургского района.

## Награды
- Указом Президента России Владимира Путина от 17 октября 2022 г., за «за мужество и героизм, проявленные при исполнении воинского долга» удостоен звания Героя Российской Федерации посмертно.

Медаль «Золотая Звезда» была передана семье Героя 27 октября 2022 года в Оренбурге командующим Военно-транспортной авиации генерал-лейтенантом В.В. Бенедиктовым и губернатором Оренбургской области Д.В. Паслером.
- Медаль Нестерова
- Благодарность Президента Российской Федерации (2022)

## Общественные почести
- 15 мая 2023 года в 38-й школе Орска открыли мемориальную доску памяти Героя России Владимира Петрушина.[4]
- В Рязани на месте крушения самолёта Ил-76 установлен памятный камень.[5]
- 4 июня 2024 года в Оренбурге на доме №25/1 по ул. Просторной открыли мемориальную доску в память о командире авиационной эскадрильи 117 военно-транспортного авиационного полка Герое России, подполковнике Владимире Петрушине.[6][7][8]